# تريفور جونز
تريفور جونز (9 أبريل 1920 في المملكة المتحدة - 17 يونيو 2005 في المملكة المتحدة) (بالإنجليزية: Trevor Jones)‏ هو لاعب كريكت بريطاني (وحمل سابقاً جنسية المملكة المتحدة لبريطانيا العظمى وأيرلندا). لعب مع نادي مقاطعة سومرست للكريكت ‏.